# Julian Rauchfuss
Julian Rauchfuss, né le 2 septembre 1994 à Mindelheim, est un skieur alpin allemand.

## Carrière
Membre du club de sa ville natale Mindelheim, il participe à ses premières courses officielles lors de la saison 2009-2010, puis dispute le Festival olympique de la jeunesse européenne en 2011, à Liberec, où il prend la quatrième place du slalom géant et la cinquième place du slalom. En janvier 2013, il est au départ de sa première manche en Coupe d'Europe, compétition qu'il court régulièrement à partir de l'hiver 2015-2016. En décembre 2017, l'Allemand signe son premier résultat significatif à ce niveau avec une quatrième place au slalom parallèle de Kronplatz. Il doit attendre janvier 2020 pour monter sur ses premiers podiums avec deux troisièmes places en slalom à Vaujany et décembre 2020 pour son premier succès en slalom à Gurgl.
Il est appelé pour sa première manche de Coupe du monde en décembre 2017 au slalom de Madonna di Campiglio. C'est en décembre 2020, qu'il parvient à marquer ses premiers points pour le classement général avec une 22e place au parallèle à Zürs, puis en janvier 2021, à se qualifier pour une deuxième manche d'un slalom, à Flachau (26e). En début de saison 2021-2022, il réalise sa meilleure performance jusque là avec une neuvième place au parallèle de Zürs.
Julian Rauchfuss est médaillé d'argent dans la compétition par équipes des Jeux olympiques d'hiver de 2022 à Pékin.

## Palmarès

### Jeux olympiques
| Épreuve / Édition | Pékin 2022 |
| Slalom géant      | 20e        |
| Slalom            | Abandon    |
| Par équipes       | Argent     |

### Coupe du monde
- Meilleur classement général : 129e en 2021.
- Meilleur résultat : 9e.
- 1 podium par équipes.

#### Classements en Coupe du monde
| Année     | Classement général final | Classement en slalom géant | Classement en slalom | Classement en parallèle |
| 2020-2021 | 129e                     | -                          | 48e                  | 22e                     |

### Coupe d'Europe
- Meilleur classement général : 6e en 2020.
- 5 podiums, dont 1 victoire (en slalom géant).